# Condado de Hertford
O condado de Hertford (em inglês: Hertford County, North Carolina), fundado em 1759, é um dos 100 condados do estado estadounidense da Carolina do Norte. No ano 2000 tinha uma população de 22.601 habitantes com densidade populacional de 25 pessoas por km². A sede do condado é Winton.

## Geografia
Segundo a Escritório do Censo, o condado tem uma área total de 932
 km2 (359,8 sq mi), da qual 914
 km2 (352,9 sq mi) é terra e 18
 km2 (6,9 sq mi) é água.

### Municípios
O condado divide-se em seis municípios:
Município de Ahoskie, Município de Maneys Neck, Município de Harrellsville, Município de Murfreesboro, Município de St. Johns e Município de Winton.

### Condados adjacentes
- Condado de Southampton - norte
- Condado de Gates - leste
- Condado de Chowan - sudeste
- Condado de Bertie - sul
- Condado de Northampton - oeste

## Demografia
No 2000 a renda per capita promedia do condado era de $26 422, e o rendimento média para uma família era de $32.002. O rendimento per capita para o condado era de $15.641. Em 2000 os homens tinham um rendimento per capita de $26.730 contra $20.144 para as mulheres. Ao redor de 18.30% da população estava baixo a linha de pobreza nacional.

## Lugares

Mapa do Condado de Hertford em Carolina do Norte com seus municípios

### Cidades e aldeias
- Ahoskie
- Cofield
- Como
- Harrellsville
- Murfreesboro
- Winton